# Buczynowa Turniczka
Buczynowa Turniczka (niem. Buchentaltürmchen, słow. Bučinová vežička, węg. Bükk-völgyi-tornyocska) – najwybitniejsza z kilku turniczek w środkowym (głównym) żebrze południowej ściany Wielkiej Buczynowej Turni, opadającym do Dolinki Buczynowej. Znajduje się w tej grzędzie poniżej Buczynowego Siodła, przez które poprowadzono turystyczny szlak Orlej Perci. Po południowej stronie tego siodła, tuż nad szlakiem Orlej Perci w grzędzie przełęczy wznosi się na wysokość kilku metrów skalista kopka, a poniżej niej grzędę przecina Buczynowa Szczerbinka. Po jej południowej stronie wznosi się pionowym uskokiem o wysokości około 15 m Buczynowa Turniczka. Od szlaku Orlej Perci jest odległa o około 30 m. Jej pionowy uskok jest widoczny z wielu miejsc szlaku Orlej Perci.
Buczynowa Turniczka znajduje się poza szlakiem turystycznym, ale ma znaczenie dla taterników, znajduje się bowiem w obszarze dopuszczonym do uprawiania wspinaczki skalnej i prowadzą tędy drogi wspinaczkowe.
Pierwsze wejście ścianą Wielkiej Buczynowej Turni przez Buczynową Turniczkę: Kazimierz Dobrucki, Witold Henryk Paryski, Marian Paully, Jan Staszel, 27 lipca 1931 r.